# 4139-es mellékút (Magyarország)
A 4139-es számú mellékút egy bő 8 kilométer hosszú, négy számjegyű országos közút Szabolcs-Szatmár-Bereg vármegye keleti részén. Botpaládot és azon keresztül Kispaládot köti össze Sonkáddal és a 491-es főúttal.

## Nyomvonala
Sonkád belterületének keleti szélétől nem messze, de már külterületen indul, a 491-es főútból kiágazva, a Túr felett átívelő hídjának jobb parti hídfője után. Délkelet felé indul, de még az első kilométerének elérése előtt keletebbi irányt vesz. Bő 2,5 kilométer után lépi át Botpalád határát, a belterület szélét pedig majdnem pontosan az 5. kilométerénél éri el, ezúttal dél felé haladva; ott a Petőfi Sándor utca nevet veszi fel. A központba érve újra keletnek fordul és Fő utca néven folytatódik, ugyanott kiágazik belőle nyugat felé a 41 131-es út, amely a község nyugati részét tárja fel. A 7. kilométere táján éri el a belterület keleti szélét, és pár lépéssel azután el is hagyja a falut. Kispalád területén folytatódik, melynek első házait a 7+850 kilométerszelvénye közelében éri el. Itt is a Fő utca nevet viseli, így ér véget, beletorkollva a 4143-as útba, kevéssel annak a 21+300 kilométerszelvénye előtt.
Teljes hossza, az országos közutak térképes nyilvántartását szolgáló kira.gov.hu adatbázisa szerint 8,254 kilométer.

## Települések az út mentén
- Sonkád
- Botpalád
- Kispalád